# エリフ・エルマス
エリフ・エルマス（マケドニア語: Елиф Елмас、1999年9月24日 - ）は、北マケドニア・スコピエ出身のサッカー選手。RBライプツィヒ所属。北マケドニア代表。ポジションはMF。

## クラブ歴
FKラボトニツキの下部組織出身でユースからトップチームに昇格。
2017年12月にスュペル・リグのフェネルバフチェSKに移籍した。
2019年7月24日、SSCナポリへ完全移籍することが発表された。
2023年12月27日、RBライプツィヒに4年半契約で移籍することが発表された。

## 代表歴
2017年6月11日に17歳にしてマケドニア（2019年より北マケドニアに国名変更）A代表デビューを果たした。この試合は2018 FIFAワールドカップ・ヨーロッパ予選グループGのスペイン代表戦でハーフタイムにオストヤ・スチェパノヴィッチに代えてピッチに投入されての出場であった。
その後同月にU-21代表としてUEFA U-21欧州選手権2017のメンバーに名を連ね、この大会の最年少選手となった。
2021年3月31日、2022 FIFAワールドカップ予選のドイツ戦で決勝ゴールを挙げ勝利に貢献した。

## タイトル

### クラブ
ナポリ
- コッパ・イタリア：2019-20
- セリエA：2022-23